# St. Goar (Harzheim)

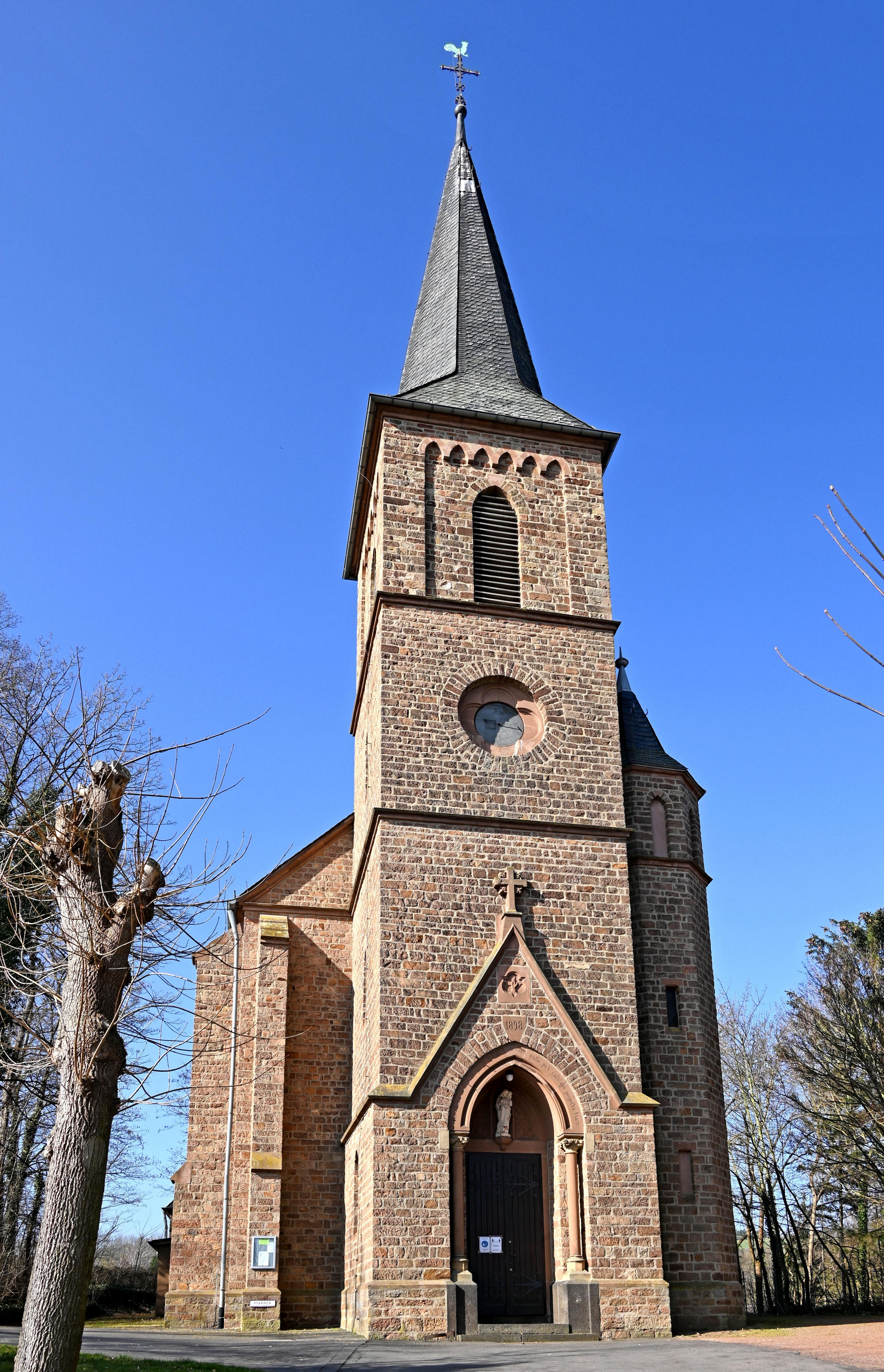
St. Goar (Harzheim)

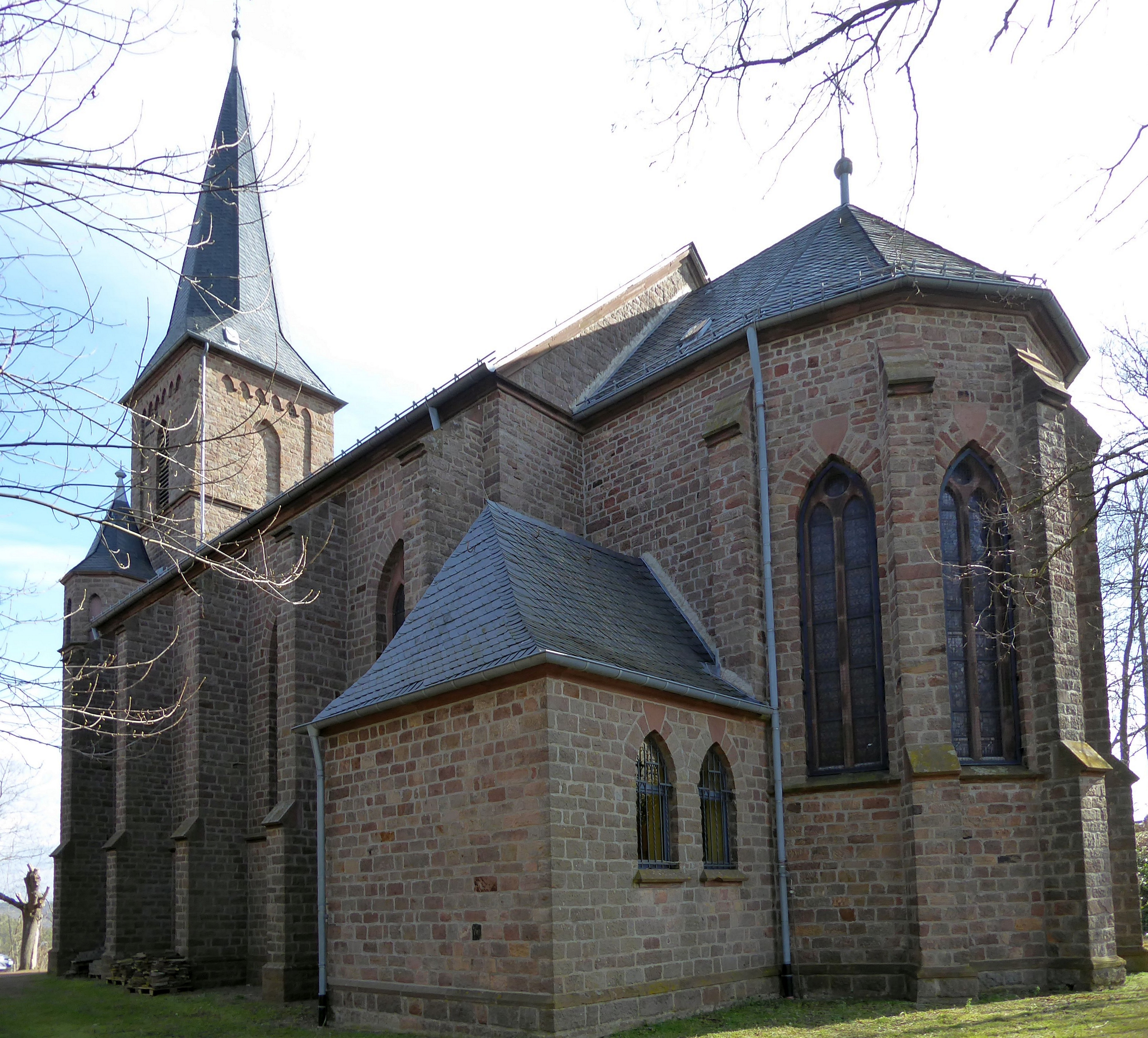
Blick zum Chor

St. Goar ist eine römisch-katholische Pfarrkirche im Mechernicher Ortsteil Harzheim im Kreis Euskirchen in Nordrhein-Westfalen.
Das Gotteshaus ist dem hl. Goar geweiht und unter Nummer 180 in die Liste der Baudenkmäler in Mechernich eingetragen. Zur Pfarre gehört neben Harzheim auch die Siedlung Zervos.

## Lage
Das Kirchengebäude liegt an der Pfarrer-Fredloh-Straße in Harzheim. Das Gotteshaus ist nicht geostet, der Chor zeigt Richtung Westen.

## Geschichte
Harzheim ist seit dem 22. Februar 1857 eigenständige Pfarrei, zuvor war der Ort Filiale von Holzheim. Der Ort taucht schon früh im Prümer Urbar aus dem 9. Jahrhundert auf, vielleicht hat es schon damals eine Kapelle in Hazrheim gegeben. 1105 erhielt das Benediktinerkloster in Münstereifel den Zehnten von Harzheim. Das Patronat über die Kapelle besaßen bis 1439 die Eigentümer von Haus Harzheim. 1550 verfügte der Ort über einen eigenen Geistlichen, dem ehemaligen Minderbruder Peter von Masseik. Zu dieser Zeit hatten die Grafen von Manderscheid und das Kölner Georgsstift abwechselnd das Kollationsrecht.
Ab dem 18. Jahrhundert bemühte sich die Harzheimer Bevölkerung um kirchliche Eigenständigkeit und Abpfarrung von Holzheim. Um 1779 hatten die Anstrengungen einen kleinen Erfolg, in der Kapelle durfte von nun das Sakrament der Taufe gespendet werden. Mit dem Einmarsch der französischen Truppen Ende des 18. Jahrhunderts verloren die Harzheimer dieses Recht allerdings wieder. Erst 60 Jahre später, im Jahr 1857, wurde Harzheim dann endgültig von Holzheim losgelöst.

## Baugeschichte

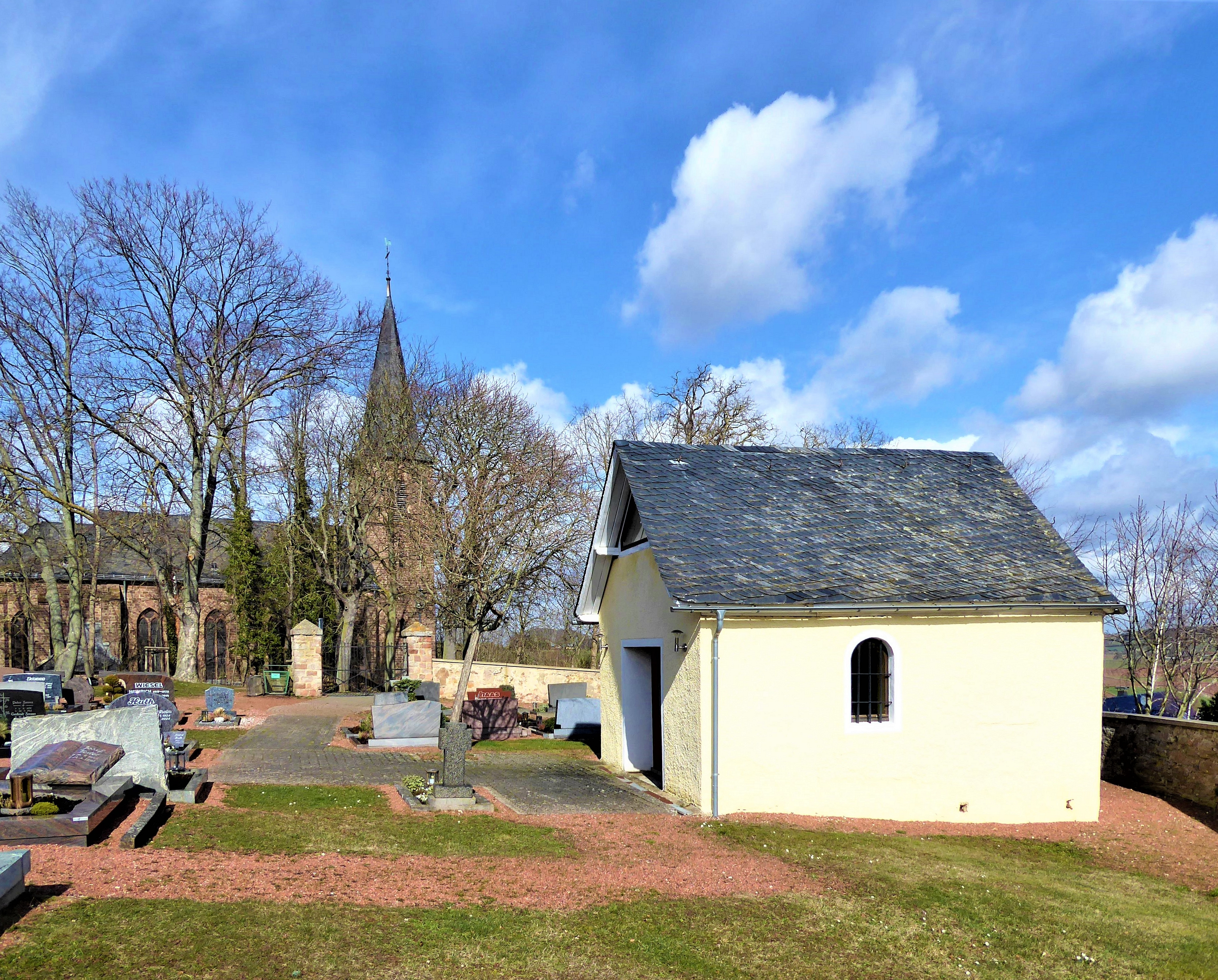
Die Kapelle auf dem Friedhof, ehemalige Sakristei der Vorgängerkirche

Über die Baugeschichte ist nicht viel bekannt. Um das 14. Jahrhundert wurde eine Kapelle im Stil der Gotik erbaut. Ob es einen Vorgängerbau gegeben hat, ist unbekannt. Im 18. Jahrhundert wurde die Kapelle bis auf den Turm abgerissen und neu erbaut, im 19. Jahrhundert wurde eine Sakristei angebaut. Ende des 19. Jahrhunderts genügte das Gotteshaus, welches seit 1857 Pfarrkirche war, nicht mehr den Ansprüchen der Gläubigen, weshalb ein Neubau beschlossen wurde. Zwischen 1897 und 1898 wurde an anderer Stelle die heutige Pfarrkirche nach Plänen des Kölner Architekten Theodor Kremer erbaut. Die alte Kirche wurde daraufhin abgerissen, nur die Sakristei blieb bestehen und dient heute als Friedhofskapelle. Die feierliche Kirchweihe der neuen Pfarrkirche fand am 1. August 1906 statt.

## Baubeschreibung
St. Goar ist eine einschiffige und vierjochige Saalkirche im Stil der Neugotik aus Bruchsteinen mit einjochigem und fünfseitig geschlossenem Chor im Westen und vorgebautem dreigeschossigen Glockenturm im Osten. Kreuzrippengewölbe überspannen das Innere, die Fenster besitzen zweibahniges Maßwerk.

## Ausstattung
Die neugotische Innenausstattung aus der Zeit um 1900 hat sich fast komplett erhalten. Hierzu zählen der reich geschnitzte und gegliederte Hochaltar aus Holz sowie die beiden zugehörigen Nebenaltäre, die Kanzel mit Darstellungen der vier Evangelisten Markus, Matthäus, Lukas und Johannes. Hier fehlt allerdings der Schalldeckel. Die Kirchenbänke, das Chorgestühl und der Beichtstuhl haben sich ebenfalls aus dieser Zeit erhalten. Nur die Orgel ist jüngeren Datums. Sie wurde 1954 von der Firma Weimbs Orgelbau in Hellenthal hergestellt und besitzt 13 Register auf einer elektro-pneumatischen Traktur.
Die Buntglasfenster stammen ebenfalls noch aus der Erbauungszeit und wurden um 1900 eingesetzt. Während die Fenster im Schiff ornamental gehalten sind, zeigen die Chorfenster die verschiedenen Apostel.

## Pfarrer
Folgende Priester wirkten bislang als Pfarrer in der Pfarre St. Goar:
| von – bis | Name                      |
| --------- | ------------------------- |
| 1923–1952 | Wilhelm Fredloh           |
| 1952–1969 | Wilhelm Goffart           |
| 1969–1978 | Pater Andreas Stoffels    |
| 1978–1981 | Karl-Heinz Haus           |
| 1981      | Josef Kaußen              |
| 1982–1994 | Pater Theo Alfons Maessen |
| 1994–2009 | Pfarrer Winfried Reidt    |
| Seit 2009 | Erik Pühringer            |